# 赤柱卜公碼頭

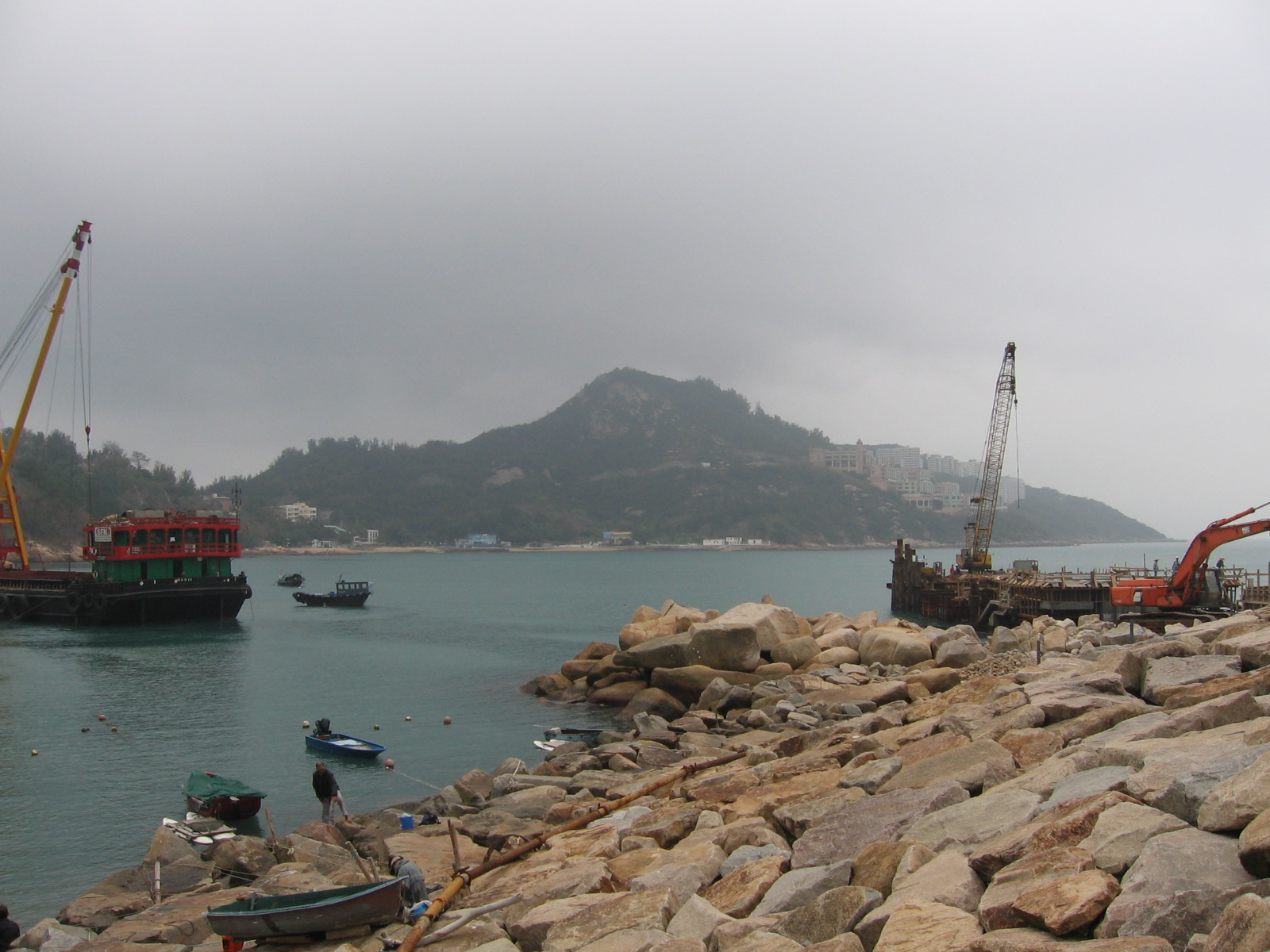
2006年尚在興建中的碼頭（圖右）

赤柱卜公碼頭（英語：Blake Pier at Stanley）為香港一座公眾碼頭，位於香港島南區赤柱赤柱廣場旁，即赤柱灣之北岸，名稱來自香港第十二任香港總督卜力。
由2007年7月27日零時起，碼頭供予船隻上落乘客。現時該碼頭有船前往蒲台島。

## 歷史
第一代的中環卜公碼頭前身為畢打碼頭，因第十二任港督卜力而更名為卜公碼頭。碼頭原位於交易廣場原址，於1920年搭建，碼頭上蓋以「鑄鐵」建造。
1965年，碼頭隨維港填海工程而清拆，並在原址重建，而上蓋隨後轉移至黃大仙摩士四號公園的露天圓形劇場。重建後的碼頭在1993年中環再度進行填海時拆卸。
直至2005年，建築署為赤柱海濱改善研究規劃設計時，決定將上蓋重置赤柱公眾碼頭。
到了2006年時，碼頭上蓋已拆件並編好號碼，運到廣東省的工廠，進行翻新及清除鐵鏽工程。
2007年7月27日，赤柱卜公碼頭重置完成。
2020年3月，有市民發現赤柱卜公碼頭的三條防撞欄飛脫，支撐上蓋的鐵柱出現裂痕並生鏽，鐵柱更以膠紙封起了事。

## 渡輪服務

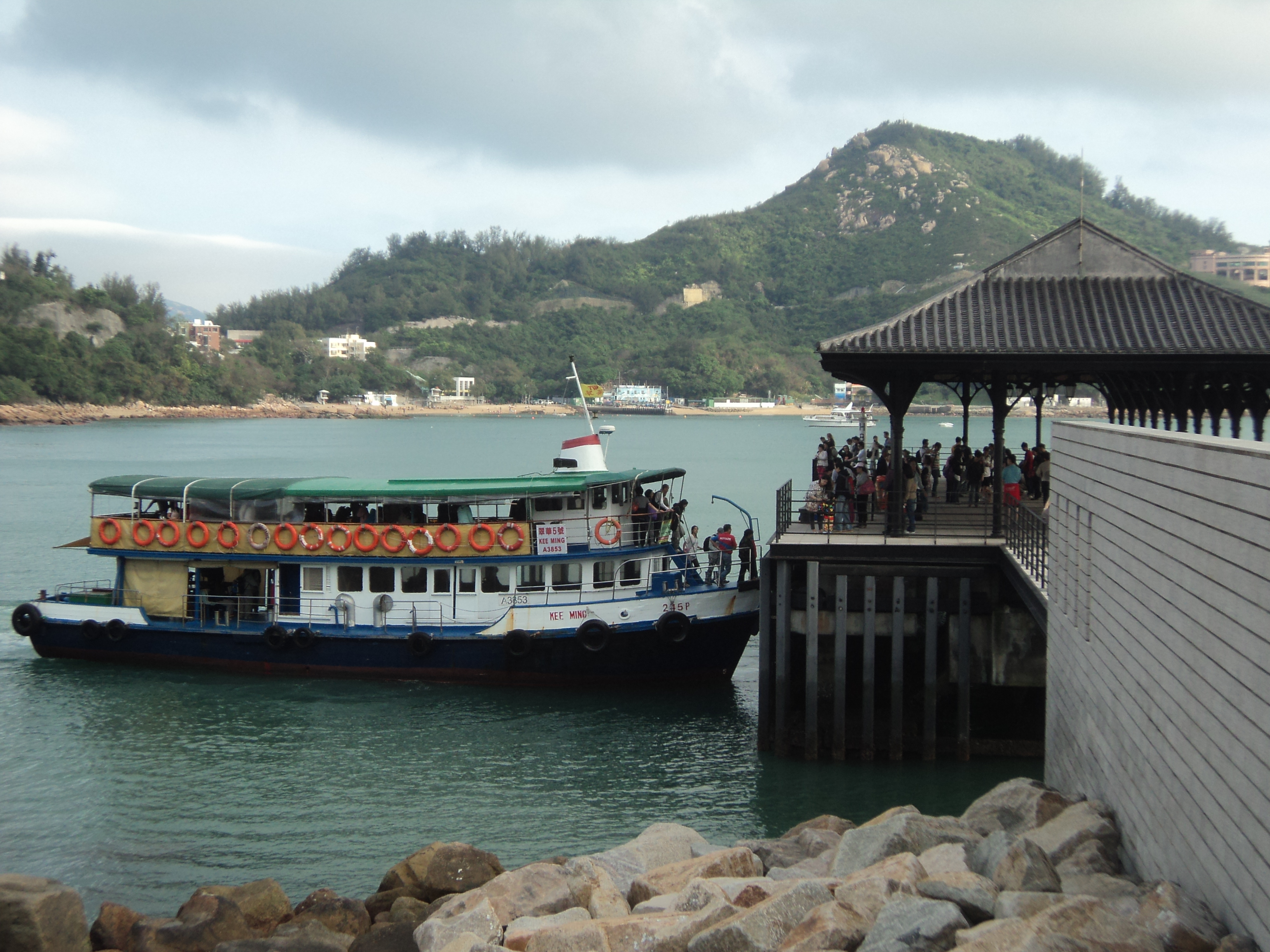
翠華船務的街渡停泊在赤柱卜公碼頭

翠華船務提供定期的街渡服務來往香港仔、赤柱卜公碼頭和蒲台島。

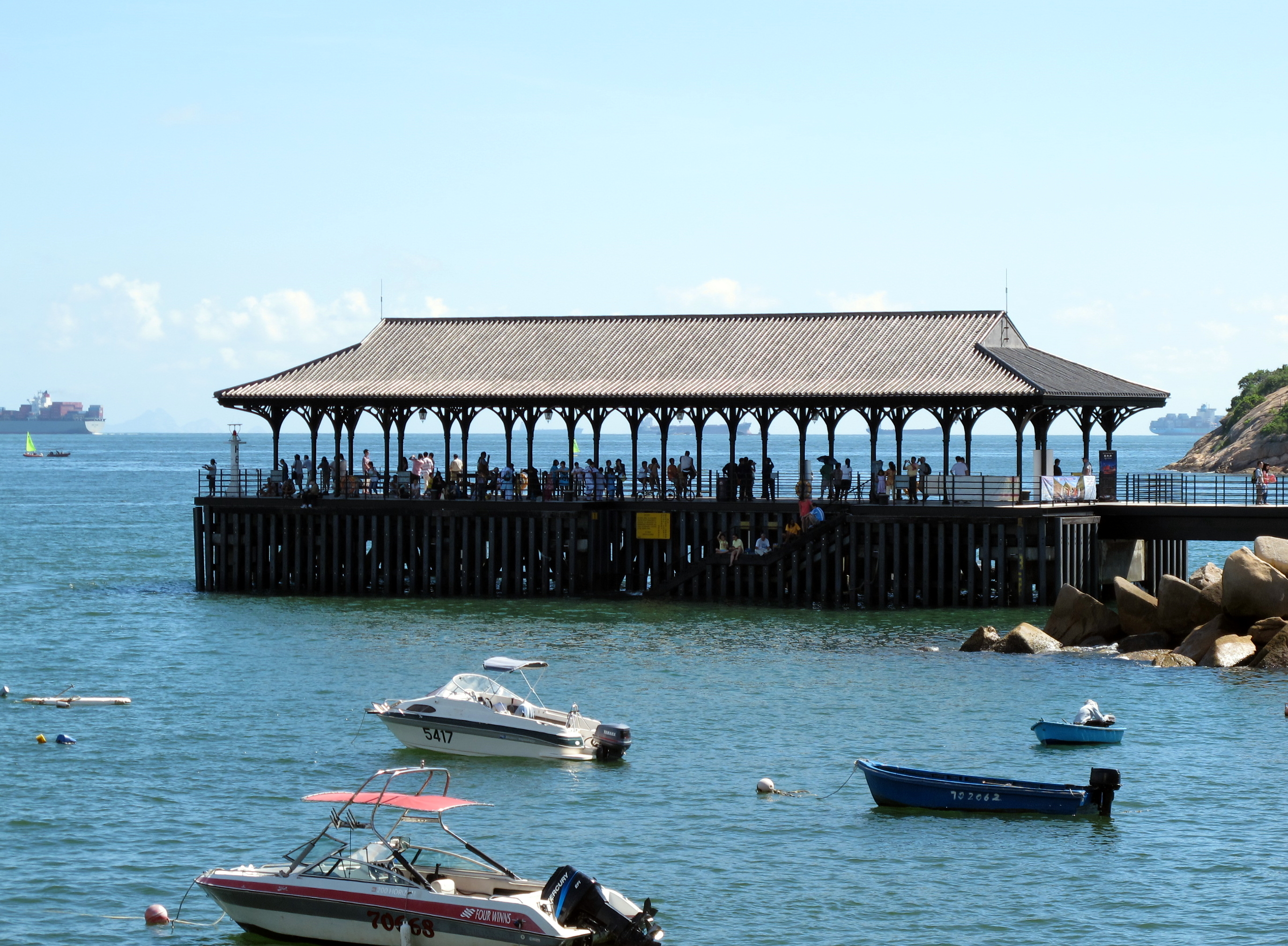
遠攝卜公碼頭
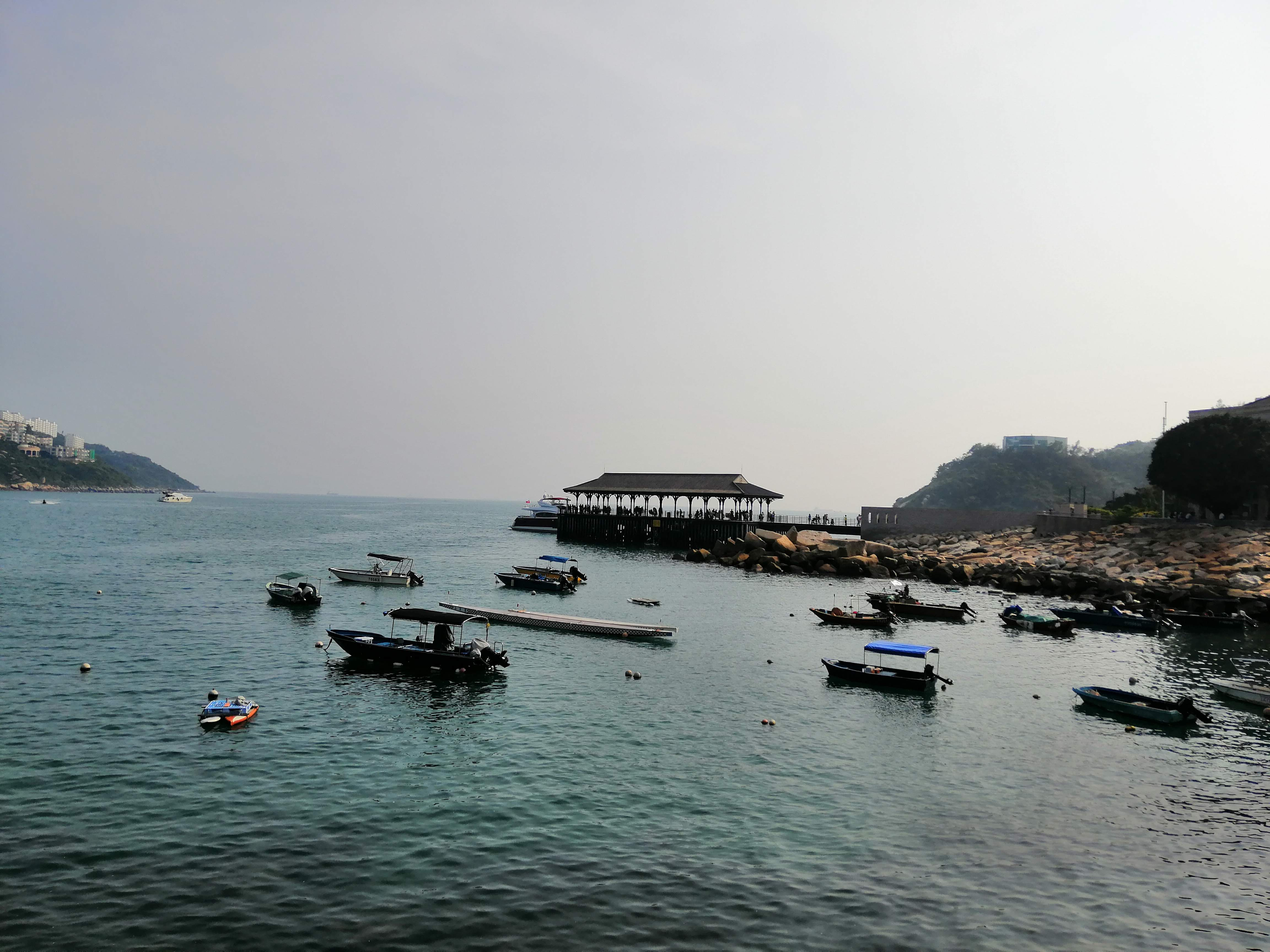
遠攝卜公碼頭（2019年）
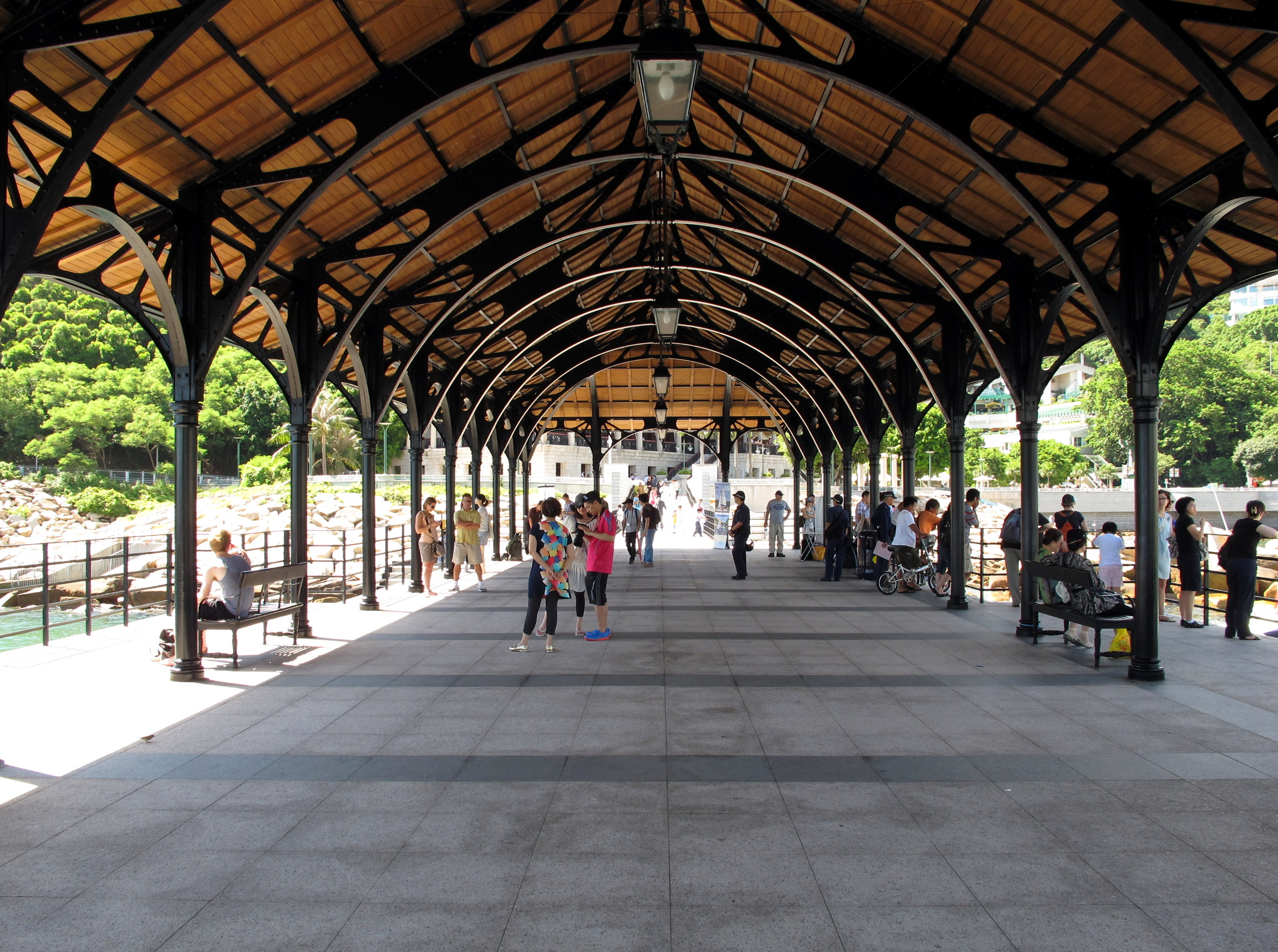
上蓋於2006年時曾進行翻新